# Segata Sanshirō
Segata Sanshiro (en japonés, せがた三四郎) es el personaje protagonista de una campaña publicitaria realizada en Japón de la consola Sega Saturn de SEGA, que tuvo lugar entre 1997 y 1998. Segata es una parodia de Sanshiro Sugata, personaje protagonista de la película de Akira Kurosawa "La leyenda del gran judo", y tiene el título dan en múltiples artes marciales japonesas (primer dan en karate e iaido, tercer dan en judo, cuarto dan en batodo, séptimo dan en roudou, etc.).
El personaje está interpretado por el actor Hiroshi Fujioka, experto en artes marciales y conocido en Japón por su interpretación de papeles en varias series del género tokusatsu como Kamen Rider.

## Personaje
Segata Sanshiro es un maestro del Judo que vive como ermitaño en las montañas y que se dedica al entrenamiento intensivo de Sega Saturn. En los anuncios hace apariciones para demostrar su fuerza o castigar a todo aquel que se negase a jugar con la consola, dándoles una lección. Su nombre es también un juego de palabras con el grito comercial de la campaña, "Sega Saturn, shiro!" (traducido como Juega Sega Saturn, o Sega Saturn, blanca).
Segata Sanshiro vive en lo alto de una montaña, como ermitaño, dedicando su vida al entrenamiento intensivo de Sega Saturn. Se entrena físicamente a diario, cargando una Sega Saturn gigante en su espalda y presionando los botones de un mando de grandes dimensiones, y a la vez mentalmente, meditando y rompiendo cartuchos de la consola Nintendo 64 con su cabeza. Su intensivo entrenamiento diario lo ha capacitado para hacer explotar personas solo lanzándolas, lo que le resulta muy fácil. También visita constantemente la ciudad, buscando gente que no esté jugando Sega Saturn, y les da una lección. Segata Sanshiro es un hombre serio, con un gran sentido del deber, y que cree que los videojuegos son uno de los mayores placeres de la vida.
Los primeros anuncios de la campaña mostraban a Segata castigando a aquellos que no confiaban o no jugaban a Sega Saturn, haciéndoles toda clase de llaves y mostrándoles la consola, para a continuación mostrar el último juego lanzado para Saturn. Posteriormente y tras el éxito inicial de la campaña, Sanshiro solía aparecer en situaciones estrambóticas relacionadas con los nuevos juegos para la compañía: por ejemplo, lanzando a sus rivales como si fuesen bombas para el Bomberman, o en los cerezos en flor con una muchacha para anunciar un juego de la saga Sakura Taisen. Asimismo, también se realizaron especiales para campañas como la de Navidad, con un Segata disfrazado de Papá Noel, o para anunciar nuevos modelos de Sega Saturn.
El último anuncio de Segata Sanshiro se realizó días antes de la salida de Dreamcast en noviembre de 1998, y suponía la muerte del personaje. Un misil teledirigido hacia la sede central de SEGA que podía haber matado a todos sus trabajadores es desviado en el último momento por Segata, que se encuentra en la azotea del edificio y salta hacia el misil para desviar su trayectoria hacia fuera de la atmósfera, repitiéndose a sí mismo "¡Sega Saturn... Shiro!" para darse fuerzas hasta el último instante, y sacrificándose por todos en la explosión. Muchos rumores hacen alusión a que el misil provenía de los cuarteles de Sony, aunque esto no se muestra. El anuncio era del videojuego de Segata Sanshiro, Segata Sanshiro: Shinken Yu-Gi. El narrador decía al final "Segata Sanshiro siempre vivirá en nuestros corazones". Curiosamente, este juego fue el último producido por Sega para Sega Saturn.

## Repercusión de la campaña
En Japón, la consola alargó su ciclo de vida debido en parte a la campaña publicitaria y la rebaja de precios de la consola en sus últimos años de vida. Sega Saturn tuvo una mayor producción de juegos por parte de compañías japonesas, por lo que mientras que en Norteamérica y Europa dejó de fabricarse a finales de 1998, en Japón continuaron fabricándose Sega Saturn hasta el año 2000, incluso con diferentes modelos.
La repercusión del personaje llegó a convertirlo en objeto de cameos en otros juegos de la compañía SEGA y generó merchandising con figuras de acción de Segata e incluso un videojuego propio, llamado "Segata Sanshiro: Shinken Yu-Gi", consistente en minijuegos protagonizados por el yudoca. También se publicó el sencillo de los anuncios, el cual vendió más de 100.000 copias en su país.
Años más tarde, los anuncios volvieron a gozar de popularidad tras colgarse todos los que se produjeron en Japón en varias páginas web y en el portal YouTube.

## Apariciones
Segata Sanshiro estuvo presente en el lanzamiento de Dreamcast en Japón.
El 29 de mayo de 2008, Hiroshi Fujioka (el actor que encarna a Segata Sanshiro) apareció para promover el juego en First Person Shooter de Rambo, basado en su reciente película.
Para celebrar los 60 años de SEGA aparece Sega Shiro, el hijo de Segata Sanshiro para seguir su legado en la compañía. Este nuevo personaje es interpretado por el hijo de Hiroshi Fujioka, Maito Fujioka.

## Apariciones virtuales
Se hace una referencia a Segata Sanshiro en la versión japonesa de Virtua Fighter 4, en donde uno de los perfiles IA de Akira Yuki es llamado Segata. El mismo nombre aparece en el perfil de la versión norteamericana de Virtua Fighter 4: Evolution.
Segata Sanshiro también aparece como cameo en Rent-a-Hero No. 1, un juego japonés lanzado para Dreamcast y Xbox, además de ser un personaje seleccionable en el juego Project X Zone 2 para Nintendo 3DS.
En la saga de juegos Hyperdimension Neptunia aparece como referencia a él un elemento llamado Game Shiro en la ciudad de Planeptune.
En el videojuego Yakuza Kiwami 2 es posible ver un vídeo de Segata. El personaje Kiryu realiza un comentario final: "fue divertido, aunque no tuvo muchas ventas", siendo referencia a la popularidad del sistema Sega Saturn en general.